# San Francisco (Cascada)
San Francisco è il primo singolo del gruppo Cascada estratto dal loro quarto album, Original Me. Il 7 maggio 2011 All Around the World permise di pre ordinare il singolo su iTunes in Regno Unito e Irlanda sino al 17 giugno.

## Video
Il video è stato girato il 26 marzo, lo stesso giorno del video di Au Revoir. Entrambi sono diretti da Lisa Mann, con le coreografie di Luther Brown. Il video è stato presentato il 28 aprile, oltre un mese prima dell'uscita ufficiale.

## Tracce
1. San Francisco (Video Edit) – 3:46
2. San Francisco (Extended Mix) – 5:25
3. San Francisco (Cahil Remix) – 6:32
4. San Francisco (Wideboys Remix) – 6:41
5. San Francisco (Frisco Remix) – 4:45
6. San Francisco (Lockout's San Frandisko Remix) – 5:49

## Classifiche
| Classifica (2011) | Posizione massima |
| ----------------- | ----------------- |
| Austria           | 14                |
| Germania          | 13                |
| Paesi Bassi       | 51                |
| Regno Unito       | 64                |
| Slovacchia        | 40                |